# Aroldo in Italia
Aroldo in Italia (Harold en Italie) op. 16 è una sinfonia in quattro parti con viola principale di Hector Berlioz. Composta nel 1834, è ispirata a Il pellegrinaggio del giovane Aroldo, di Lord Byron.
Ognuno dei quattro movimenti che compongono la sinfonia è caratterizzato da un titolo che ha lo scopo di rendere più chiaro il messaggio musicale. Qui Berlioz procede lungo la via della sinfonia a programma, aperta pochi anni prima con la Sinfonia fantastica.
Attraverso l'impiego di un tema recorrente (idée fixe) legato a un personaggio, in questo caso Aroldo, Berlioz legittima l'allontanamento dalle forme della sinfonia classica. Lì infatti la riprese e le variazioni seguivano delle regole strutturali, qui Berlioz svolge il tema di Aroldo suoi temi in base agli stati d'animo di Aroldo, spesso combinandolo in contrappunto con altri temi associati al mondo che lo circonda. La voce di Aroldo, e quindi la sua melodia, è affidata alla viola solista, strumento la cui voce calda e vibrante riesce a rappresentarne lo spirito romantico meglio di quanto non avrebbe fatto il violino.

## Aroldo sui monti
La prima parte della sinfonia è intitolata Aroldo sui monti (Harold aux montagnes), scene di malinconia, di felicità, di gioia. Berlioz in questa prima parte si allontana dalla tradizione, ma come abbiamo accennato, le sue scelte sono dettate non da regole formali, ma da necessità poetiche.
Il ritmo ininterrotto dell'esposizione fugata sembra caratterizzare un paesaggio lontano ed ancora misterioso. L'ingresso dell'arpa prepara alla melodia della viola, che ci mostra Aroldo intento a contemplare la natura che lo circonda.
Nella sua recensione alla sinfonia, Liszt scrive: 
Infatti dopo uno slancio di gioia travolgente, alla fine torna il motivo di Aroldo con un tremolo lento. Tutte le forme e le meraviglie del mondo esteriore non sono riuscite a vincere la cupa nostalgia dell'eroe.

## Marcia dei pellegrini
Il secondo movimento, intitolato Marcia e preghiera serale dei pellegrini (Marches des Pèlerins), è una mirabile rappresentazione musicale di questa marcia. Il ritmo viene regolarmente interrotto da una frase, ritorno periodico delle voci salmodianti. La presenza di Aroldo è ravvisabile dalla viola, che si staglia però sul resto dell'orchestra come distante, disinteressata. La marcia è interrotta dalla nuova sezione, indicata come "canto religioso". Dopo la ripresa la marcia dei pellegrini risuona sempre più lontana, come se questi ultimi stessero allontanandosi sempre più da Aroldo, che ha guardato, ma ancora non si sente partecipe delle cose del mondo. Rimane quindi muto e impenetrabile.

## Serenata
La terza parte rappresenta Aroldo che assiste ad una serenata (Sérénade), una scena d'amore. Come nella precedente scena religiosa però riesce solo a farsi sfiorare dal respiro del mondo esteriore.
Questa parte è uno scherzo, fin dalle prime battute ritmato vivacemente. Il canto del pastore è struggente, e a questo canto si aggiunge la voce di Aroldo, rappresentato come spettatore di questa tenera scena.

## Orgia dei briganti
Quest'ultimo movimento descrive Aroldo nella caverna dei Briganti, in preda ai fumi dell'alcool, e la musica ci trasforma in commensali di questo banchetto infernale.
Il movimento si apre con il motivo dell'orgia, che Berlioz interrompe con continui richiami dei tempi precedenti, che affiorano nella memoria di Aroldo, e gli provocano rimorsi e sensi di colpa. Finché cade vittima di allucinazioni, come privo ormai di sensi. Si accalcano confusi richiami della marcia dei Pellegrini, della romanza d'amore abruzzese, finché riappare la monodia d'Aroldo, ma stavolta spaventosamente vuota. Questa viene trascinata in ritmi sempre più scatenati e frenetici, volgari come il covo di ladri e borsaioli dove Aroldo si trova.
Improvvisamente giunge in lontananza la marcia dei pellegrini, come una pietà celeste che attraversa l'ingresso della grotta. Il finale si caratterizza per l'estrema, orgiastica violenza.

## Organico
Viola solista; due flauti (2º anche ottavino), due oboi (2º anche corno inglese), due clarinetti, quattro fagotti, quattro corni, due trombe, due cornette, tre tromboni, tuba, timpani, triangolo, piatti, tamburino, due tamburelli, arpa, archi.